# Kieś (novads 2009–2021)
Kieś (łot.: Cēsu novads) – jeden z łotewskich novadsów, funkcjonujący w latach 2009–2021.

## Historia
Novads powstało na terenach należących przed 2009 do rejonu Kieś.
W skład novadsu wchodziło miasto Kieś i pagasts Vaive. Jego stolicą zostało miasto Kieś.
Zlikwidowany w ramach reformy administracyjnej 30 czerwca 2021. Wszedł w całości w skład nowego, większego novadsu Kieś.